# Jüdischer Friedhof (Fliesteden)

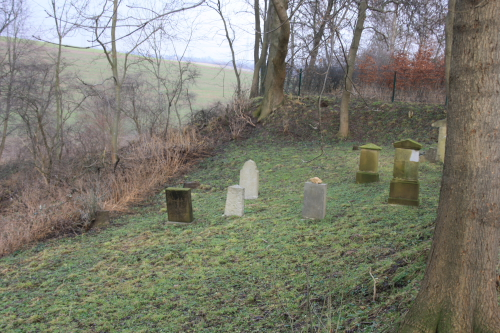
Teilansicht des Friedhofs

Der Jüdische Friedhof Fliesteden liegt im Ortsteil Fliesteden der Stadt Bergheim im Rhein-Erft-Kreis in Nordrhein-Westfalen. 
Der Friedhof liegt außerhalb des Ortes an einem Hang gegenüber der ehemaligen Kläranlage. Das Gelände ist 555 m² groß. Am Eingang weist eine Tafel auf die Bedeutung des Ortes als jüdische Gedenkstätte hin. Er wurde am 14. Juli 1989 in die Denkmalliste der Stadt Bergheim eingetragen. Der Zugang ist durch einen Zaun mit einem verschlossenen Tor gesichert.
Belegt wurde der Friedhof vermutlich schon im 17. Jahrhundert und bis 1921. Als letzte Tote wurde Sarah Stock begraben. Heute sind noch acht Grabsteine (Mazewot) vorhanden, von denen aber nur drei unbeschädigt sind. Während und nach der Zeit des Nationalsozialismus wurde der Friedhof immer wieder zerstört bzw. verwüstet.